# Jewel Thief
Jewel Thief – indyjski film z 1967 roku. W 1968 roku nagrodzony nagrodą Filmfare za najlepszy dźwięk.

## Fabuła
W mieście grasuje złodziej klejnotów, Amar. Syn komisarza policji, Vinay, bliźniaczo podobny do złoczyńcy podejmuje się pomóc policji i odgrywać rolę złodzieja. W tym samym czasie Amar podszywa się pod Vinaya.

## Sequel
W 1996 roku nakręcono sequel pod tytułem Return of Jewel Thief w którym główne role zagrali odtwórcy głównych ról z 1967 roku, Ashok Kumar i Dev Anand.